# Nodar Khokhaixvili
Nodar Khokhaixvili   (Tbilisi, 28 de setembre de 1940) és un lluitador georgià, ja retirat, especialista en lluita lliure, que va competir sota bandera de la Unió Soviètica durant la dècada de 1960.
El 1964 va prendre part en els Jocs Olímpics d'Estiu de Tòquio, on guanyà la medalla de bronze en la competició del pes ploma del programa de lluita lliure.
En el seu palmarès també destaca una medalla de bronze en el Campionat del Món de 1969, una de plata al Campionat d'Europa del mateix any i el campionat soviètic, també de 1969, en tots tres casos en la categoria del pes lleuger.